# ぼく 生きたかったよ…〜くまのおやこ ニコーとリコー〜
『ぼく 生きたかったよ…〜くまのおやこ ニコーとリコー〜』（ぼく いきたかったよ…〜くまのおやこ ニコーとリコー〜）は、日本の絵本である。絵と文は鈴木麻衣子、解説は三上右近。第二次世界大戦中の1944年、京都市紀念動物園（現：京都市動物園）での戦時猛獣処分の際に起きたエピソードをもとにした作品である。この作品は札幌市豊平区平岸の出版社・かりん舎から2015年8月15日に発行された。

## あらすじ
ある晴れた日の午後、けんじはおじいさんの家でくまの絵を描いて遊んでいた。過去の話を質問するけんじに、おじいさんは遠い昔の記憶を語り始める。
日本がほかの国と戦争を続けていた時期、若き日のおじいさんは京都市の動物園で飼育員として働いていた。そのとき世話をしていたのはくまの親子、母ぐまニコーとこぐまのぼうやリコー。おじいさんたち飼育員は2頭を大切に育てていた。
戦争が激しくなるにつれて、日本各地の動物園では猛獣たちが次々と処分されていった。1944年3月12日、おじいさんの動物園にも軍から猛獣の殺処分命令が下される。その晩の2頭には、何とか集めることができたわずかな量のごちそうを与えた。
翌日の午後5時28分、兵士たちの厳重な監視のもとで飼育員の1人が銃口をこぐまのリコーに向けた。午後5時40分には母ぐまのニコーが同様に撃たれた。ニコーが撃たれた後、頭を撃たれたはずのリコーが起き上がって檻の中を駆け回り始めた。午後6時5分、リコーは再度撃たれた。
翌日の朝、くまの親子を埋葬しようとおじいさんたちは檻に向かった。そこで目にしたのは、息絶え絶えながらもまだ生きている2頭の姿であった。この事態を目の当たりにしたおじいさんたちは、せめて早く楽にしてあげようと泣きながらもニコーの首に針金をかけて引っ張った。
話を聞いて涙を流すけんじに、おじいさんはくまの絵を見て2頭のことを話しておこうと思ったと明かし、「きいてくれてありがとう」と感謝を伝える。その晩けんじは夢を見る。くまの親子、ニコーとリコー、そして優しいおじいさんの夢を。
そして物語はけんじの独白で締めくくられる。

## 作品の背景
この絵本の解説を担当した三上右近は、1964年北海道の生まれである。彼は第二次世界大戦中に行われた戦時猛獣処分に強く憤っていた。その憤りが彼を当時の調査へと駆り立てた。彼は2007年から資料を集めたり日本各地の動物園や関係者への聞き取りを続けたりして、戦時中や戦後の動物園の調査を行っている。
三上がさらに取り組んだのは、戦時下の動物園で起きた悲劇を次の世代に伝えることであった。彼の調査によって明るみに出た事実をもとに、絵本を製作することになった。題材としたのは、京都市動物園で起きたアカグマ（ヒグマ）のエピソードであった（後述）。
絵と文を担当したのは、鈴木麻衣子である。鈴木は1984年札幌の生まれで、池袋創形美術学校ビジュアルデザイン科を卒業した。彼女はボールペンで森に棲むくまたちや野山のたたずまいを描き出す画家である。鈴木にとって、これが初めて手がけた絵本であった。
三上は巻末の解説で古賀忠道（元恩賜上野動物園長）の言葉「動物園は平和そのものである」を引用して「動物園は平和の象徴であり、動物園があり続けることが、その国が平和だという証（あかし）なのです（後略）」と結んでいる。

## 京都市動物園でのエピソード
京都市動物園（開園当初から1962年4月までの名称は京都市紀念動物園）は日本国内では恩賜上野動物園についで歴史のある動物園で、1903年4月に開園した。開園当時は、ウマやシカ、タンチョウなどの61種238点と動物の種類も数も少なかった。その後は園内での繁殖や日本国外からの動物の購入や譲渡などによって、1940年にはその種類と数は209種965点まで増えていた。しかし、1945年後には72種274点と動物の種類と数が大幅に減少している。その理由には、第二次世界大戦の影響による飼料不足に起因する栄養失調に加えて、軍の命令による猛獣処分があった。
1941年12月に太平洋戦争が始まったが京都市紀念動物園は開園を続け、翌1942年までは春季の夜間開園も行われていた。しかし1943年4月、所轄である川端警察署から空襲警報発令時には臨時閉園するようにとの指示が出された。
その時期には、日本各地で閉園する動物園や猛獣を処分せざるを得なくなった動物園が出始めていた
。東京では、1943年8月16日に東京都長官大達茂雄によって恩賜上野動物園の猛獣27頭の処分命令が下され、8月17日から9月23日にかけてライオン・トラ・ヒョウ・クマ・ゾウなどが処分された。京都に近い大阪市立動物園（現：天王寺動物園）では1943年9月4日から翌1944年3月15日の間にライオン・ヒグマ・ホッキョクグマなど10種26頭が処分されている。
京都市紀念動物園では、動物たちの飼料確保のために園内の空き地や近くの土地を開墾して畑にするなどの措置を講じるなどの努力が絶えず続けられていた。1944年1月には新聞記者からの問い合わせに対して「いまのところ、猛獣の処分は考えていない」と園側が回答している。
しかし、その問い合わせから2か月ほど経過した同年3月12日、突如軍から「本日午後三時、猛獣たちを処置せよ」との命令が下った。急な話のことで園側はせめて1日の猶予をと懇願し、翌日から処分の作業が開始されることになった。
最初に銃殺されたのは、2頭のアカグマ（ヒグマ）であった。1頭は1931年1月25日生まれのオス（無名）、もう1頭は1921年7月30日生まれのメス（ニコー）だった。2頭は檻の外から銃弾を撃ち込まれ、血まみれになって横たわった。翌朝、2頭を運び出すために檻に行った職員たちは、死んだはずのクマがまばたきをしたのに気づいて驚愕した。職員たちは、やむなく2頭の首にロープ（針金とも）を巻き付けて締め上げたという。京都市紀念動物園では、この2頭を含めて14頭が処分の対象となっている。

## 反響など
NHKは戦争証言のアーカイブスとして「戦跡-薄れる記憶 After the war」を公開している。戦時中や戦後の動物園に関するみかみの取り組みと絵本『ぼく 生きたかったよ…〜くまのおやこ ニコーとリコー〜』については、2016年に紹介された。
山田養蜂場は、1999年から日本全国の小学校に本を届ける「みつばち文庫」という活動を行っている。「みつばち文庫」に選ばれる本は「自然環境の大切さ」「人と人とのつながり」「命の大切さ」をテーマとして扱う既刊の本である。『ぼく 生きたかったよ…〜くまのおやこ ニコーとリコー〜』は、第18回みつばち文庫寄贈図書（2016年度）に選定された。
『日本の戦争と動物たち 3 動物園から消えた動物たち』（2018年）は、子どもたちに向けて戦時中に動物園で起きたことを紹介して、戦争や平和について考えるきっかけを与えるための書籍である。この本ではその一例として「ニコーと子グマ」のエピソードを紹介した。
鈴木が手がけた絵本の原画は、札幌や京都などで展覧会が開催されている。さらに絵本の原画展と読み聞かせなどを通じて、平和を作ろうと願うイベントも開催された。